# Me Lambe
"Me Lambe" é uma canção do cantor brasileiro Jão, gravada para o seu quarto álbum de estúdio, Super (2023). Foi composta pelo próprio artista em conjunto com Pedro Tófani, Tropkillaz e Zebu, sendo produzida por Jão e Zebu. A faixa foi lançada como o primeiro single do álbum em 14 de agosto de 2023.

## Antecedentes e lançamento
Em 8 de agosto de 2023, Jão publicou uma carta aberta anunciando que seu quarto álbum se chamaria Super. Em 11 de agosto de 2023, ele divulgou a capa e lista de faixas. "Me Lambe" foi revelada como a segunda faixa do projeto. Super foi lançado em 14 de agosto de 2023. Junto com o álbum, "Me Lambe" foi lançada como o primeiro single.

## Composição
"Me Lambe" é fruto de um trabalho colaborativo entre Jão, Pedro Tófani, Tropkillaz e Zebu. Foi produzida por Jão e Zebu. Foi gravada no estúdio Toca do Lobo na cidade de São Paulo. Musicalmente, é uma canção de folk rock. Mauro Ferreira, do portal G1, descreveu "Me Lambe" como uma faixa de "rock elétrico e eletrônico que expõe a vulnerabilidade do protagonista da narrativa afetiva seguida pelo cantor em Super". Felipe Ernani, do Tenho Mais Discos Que Amigos!, escreveu que a faixa tem o "pop que marcou a carreira" de Jão. Matheus de Carvalho, do POPline, descreveu a faixa como "uma das mais divertidas do álbum".

## Vídeo musical
O videoclipe de "Me Lambe" foi dirigido por Pedro Tófani e Malu Alves e foi gravado no bairro da Liberdade e no viaduto 9 de Julho em 23 de agosto de 2023. Jão anunciou o lançamento do vídeo em 13 de setembro de 2023. O vídeo foi lançado no dia seguinte, em 14 de setembro e contou com a participação especial do ator João Guilherme.

## Apresentação ao vivo
Em 17 de agosto de 2023, Jão publicou um vídeo em seu canal no YouTube cantando "Me Lambe" ao vivo. Jão incluiu a canção no repertório do seu show na primeira edição do The Town em 10 de setembro de 2023.

## Prêmios e indicações
| Ano  | Prêmio                                | Categoria                                     | Resultado | Ref.   |
| ---- | ------------------------------------- | --------------------------------------------- | --------- | ------ |
| 2023 | Prêmio Multishow de Música Brasileira | Pop do Ano                                    | Indicado  | [ 18 ] |
| 2023 | Prêmio LGBT + Som                     | Melhor Canção Pop Nacional Solo               | Indicado  | [ 19 ] |
| 2023 | Prêmio LGBT + Som                     | Melhor Videoclipe Nacional                    | Indicado  | [ 19 ] |
| 2023 | Music Video Festival Awards           | Melhor Videoclipe Nacional                    | Venceu    | [ 20 ] |
| 2023 | Music Video Festival Awards           | Melhor Direção de Arte em Videoclipe Nacional | Indicado  | [ 20 ] |
| 2023 | Music Video Festival Awards           | Melhor Narrativa em Videoclipe Nacional       | Indicado  | [ 20 ] |
| 2024 | SEC Awards                            | Clipe Favorito do Ano                         | Indicado  | [ 21 ] |
| 2024 | SEC Awards                            | Música do Ano                                 | Venceu    | [ 21 ] |
| 2024 | BreakTudo Awards                      | Clipe Nacional do Ano                         | Pendente  | [ 22 ] |

## Créditos
Todo o processo de elaboração de "Me Lambe" atribui os seguintes créditos:
Gravação
- Gravada no estúdio Toca do Lobo (São Paulo, SP, Brasil)
- Masterizada no Sterling Sound (Edgewater, Nova Jérsei, Estados Unidos)

Equipe
- Jão: vocalista principal, composição, produção
- Pedro Tófani: composição
- Tropkillaz: composição
- Zebu: composição, produção
- Will Bone: metais
- Marcelinho Ferraz: mixagem
- Gabriel Reis: assistente de mixagem
- Randy Merrill: masterização

## Desempenho comercial
| País — Tabela musical (2023)      | Melhor posição |
| --------------------------------- | -------------- |
| Brasil (Billboard Brasil Hot 100) | 48             |
| Brasil (Crowley Top 100 Airplay)  | 99             |
| Brasil (Crowley Pop Nacional)     | 2              |